# Vries (Tynaarlo)
Vries è una località e un'ex-municipalità dei Paesi Bassi situata nella provincia di Drenthe. Soppressa nel 1998, il suo territorio, è stato incorporato in quello della municipalità di Zuidlaren. L'anno successivo la municipalità cambiò il nome in Tynaarlo e Vries ne divenne il capoluogo.